# Daggenahalli, Chiknayakanhalli
Daggenahalli là một làng thuộc tehsil Chiknayakanhalli, huyện Tumkur, bang Karnataka, Ấn Độ.